# Chromis lineata
Chromis lineata és una espècie de peix de la família dels pomacèntrids i de l'ordre dels perciformes.

## Morfologia
Els mascles poden assolir els 7 cm de longitud total.

## Distribució geogràfica
Es troba a l'Illa Christmas, Indonèsia, les Filipines, Palau, Nova Guinea, Salomó i nord de la Gran Barrera de Corall.